# Кубок Федерації футболу СРСР 1989
Четвертий кубок Федерації футболу СРСР тривав з 26 лютого по 5 листопада 1989 року. У турнірі брали участь 16 команд вищої ліги.

## Огляд турніру
На першому етапі проводився двоколовий турнір у чотирьох групах:
- «А»: «Арарат» (Єреван), «Дніпро» (Дніпропетровськ), «Зеніт» (Ленінград), «Ротор» (Волгоград);
- «Б»: «Динамо» (Москва), «Локомотив» (Москва), «Спартак» (Москва), «Торпедо» (Москва);
- «В»: «Динамо» (Київ), «Металіст» (Харків), «Чорноморець» (Одеса), «Шахтар» (Донецьк);
- «Г»: «Динамо» (Мінськ), «Динамо» (Тбілісі), «Жальгіріс» (Вільнюс), «Памір» (Душанбе).

На першому етапі було зіграно 42 з 48 матчів. У шести випадках господарям поля були зараховані технічні перемоги у зв'язку з неявкою гостей. По дві найкращі команди з кожної групи виходили чвертьфіналу. Вирішальний матч відбувся у Дніпропетровську.

## Група «A»
| М | Клуб                       | І | В | Н | П | ЗМ | ПМ | О |
| - | -------------------------- | - | - | - | - | -- | -- | - |
| 1 | «Дніпро» (Дніпропетровськ) | 6 | 4 | 0 | 2 | 7  | 4  | 8 |
| 2 | «Ротор» (Волгоград)        | 6 | 3 | 1 | 2 | 9  | 6  | 7 |
| 3 | «Арарат» (Єреван)          | 6 | 3 | 0 | 3 | 7  | 11 | 6 |
| 4 | «Зеніт» (Ленінград)        | 6 | 1 | 1 | 4 | 6  | 8  | 3 |

## Група «Б»
| М | Клуб                 | І | В | Н | П | ЗМ | ПМ | О |
| - | -------------------- | - | - | - | - | -- | -- | - |
| 1 | «Динамо» (Москва)    | 6 | 4 | 1 | 1 | 14 | 8  | 9 |
| 2 | «Торпедо» (Москва)   | 6 | 4 | 0 | 2 | 13 | 8  | 8 |
| 3 | «Спартак» (Москва)   | 6 | 3 | 1 | 2 | 8  | 9  | 7 |
| 4 | «Локомотив» (Москва) | 6 | 0 | 0 | 6 | 6  | 16 | 0 |

## Група «В»
| М | Клуб                  | І | В | Н | П | ЗМ | ПМ | О  |
| - | --------------------- | - | - | - | - | -- | -- | -- |
| 1 | «Шахтар» (Донецьк)    | 6 | 5 | 1 | 0 | 13 | 2  | 11 |
| 2 | «Чорноморець» (Одеса) | 6 | 3 | 1 | 2 | 8  | 3  | 7  |
| 3 | «Металіст» (Харків)   | 6 | 1 | 1 | 4 | 2  | 13 | 3  |
| 4 | «Динамо» (Київ)       | 6 | 0 | 3 | 3 | 1  | 6  | 3  |

## Група «Г»
| М | Клуб                  | І | В | Н | П | ЗМ | ПМ | О  |
| - | --------------------- | - | - | - | - | -- | -- | -- |
| 1 | «Динамо» (Мінськ)     | 6 | 5 | 1 | 0 | 14 | 5  | 11 |
| 2 | «Памір» (Душанбе)     | 6 | 2 | 1 | 3 | 6  | 7  | 5  |
| 3 | «Жальгіріс» (Вільнюс) | 6 | 2 | 0 | 4 | 9  | 11 | 4  |
| 4 | «Динамо» (Тбілісі)    | 6 | 2 | 0 | 4 | 2  | 8  | 4  |

## Чвертьфінал
| 4 вересня 1989 |

| «Дніпро»           | 2 – 0 | «Торпедо» |
| ------------------ | ----- | --------- |
| Сон 18' Багмут 70' | Звіт  |           |

| «Перемога» (Дніпродзержинськ) Глядачів: 3 500 Арбітр: Бартфельд (Кишинів) |

|         |                     |     |
|         |                     |     |
| ВР      | Сергій Краковський  |     |
| ПЗ      | Андрій Юдін         | 46' |
| ЗХ      | Олександр Червоний  |     |
| ЗХ      | Андрій Сидельников  |     |
| ПЗ      | Вадим Тищенко       |     |
| ПЗ      | Микола Кудрицький   |     |
| ПЗ      | Володимир Багмут    |     |
| ЗХ      | Олексій Чередник    | 79' |
| НП      | Едуард Сон          |     |
| НП      | Володимир Лютий     | 69' |
| ЗХ      | Сергій Пучков       |     |
| Заміни: |                     |     |
| ЗХ      | Олександр Сорокалет | 46' |
| НП      | Валентин Москвін    | 46' |
| ЗХ      | Петро Буц           | 79' |

|         |                     |     |
|         |                     |     |
| ВР      | Геннадій Разбицьков |     |
| НП      | Олександр Кузмичов  |     |
| ПЗ      | Борис Востросаблін  |     |
| ПЗ      | Дмитро Корсаков     | 46' |
| ЗХ      | Олег Тарасов        |     |
| ПЗ      | Сергій Жуков        |     |
| ЗХ      | Євген Княжев        | 56' |
| ЗХ      | Максим Чельцов      |     |
| НП      | Андрій Рудаков      |     |
| ЗХ      | Сергій Борисов      | 75' |
| ПЗ      | Сергій Агашков      |     |
| Заміни: |                     |     |
| ПЗ      | Володимир Строганов | 46' |
| ЗХ      | Сергій Зоря         | 56' |
| ЗХ      | Олексій Щеголєв     | 75' |

| 4 вересня 1989 |

| «Динамо» М                          | 3 – 1 | «Ротор»   |
| ----------------------------------- | ----- | --------- |
| Нейман 5' Каратаєв 14' Єременко 29' | Звіт  | Риков 61' |

| «Динамо» (Москва) Глядачів: 1 000 Арбітр: Маляров (Москва) |

|         |                      |     |
|         |                      |     |
| ВР      | Олександр Уваров     | 46' |
| ЗХ      | Віктор Лосєв         |     |
| ПЗ      | Ігор Скляров         |     |
| ЗХ      | Андрій Мох           |     |
| ЗХ      | Сергій Силкін        |     |
| ЗХ      | Андрій Новгородов    |     |
| ПЗ      | Олексій Єременко     | 60' |
| ПЗ      | Олександр Смирнов    |     |
| ПЗ      | Сергій Деркач        | 50' |
| НП      | Сергій Нейман        |     |
| ПЗ      | Василь Каратаєв      | 58' |
| Заміни: |                      |     |
| ВР      | Андрій Сметанін      | 46' |
| ПЗ      | Володимир Долбоносов | 50' |
| ПЗ      | Віталій Бут          | 60' |

|         |                     |     |
|         |                     |     |
| ВР      | Сергій Приходько    | 46' |
| ЗХ      | Тофік Уршанов       |     |
| ЗХ      | Роман Лозовський    |     |
| ПЗ      | Анатолій Косенко    |     |
| ЗХ      | Андрій Фальковський |     |
| ПЗ      | Сергій Іванов       |     |
| ПЗ      | Олександр Зверєв    | 60' |
| ПЗ      | Олександр Тройнін   |     |
| ПЗ      | Олександр Корольов  | 46' |
| ПЗ      | Дмитро Риков        |     |
| НП      | Василь Торгашин     |     |
| Заміни: |                     |     |
| ВР      | Віктор Гузь         | 46' |
| ПЗ      | Расім Абузяров      | 46' |
| ЗХ      | Вадим Боженко       | 60' |

| 4 вересня 1989 |

| «Динамо» Мн               | 2 – 1 | «Чорноморець» |
| ------------------------- | ----- | ------------- |
| Гомонов 46' Антонович 72' | Звіт  | Никифоров 75' |

| «Динамо» (Мінськ) Глядачів: 4 500 Арбітр: Г. Якубовський (Мінськ) |

|         |                   |     |
|         |                   |     |
| ВР      | Юрій Курбико      |     |
| ПЗ      | Сергій Широкий    |     |
| ЗХ      | Сергій Гомонов    |     |
| ЗХ      | Алі Алчігаров     |     |
| ЗХ      | Володимир Демидов |     |
| ПЗ      | Сергій Разсихін   | 73' |
| ПЗ      | Сергій Гоцманов   | 46' |
| НП      | Віктор Сокол      | 87' |
| ПЗ      | Сергій Герасимець |     |
| ПЗ      | Ерік Яхимович     | ЖК  |
| ПЗ      | Юрій Антонович    |     |
| Заміни: |                   |     |
| ЗХ      | Олександр Лухвич  | 46' |
| ЗХ      | Сергій Павлючук   | 73' |
| ЗХ      | Геннадій Лесун    | 87' |

|         |                     |     |
|         |                     |     |
| ВР      | Іван Жекю           |     |
| ЗХ      | Юрій Букель         |     |
| ЗХ      | Юрій Секінаєв       |     |
| ЗХ      | Андрій Телесненко   |     |
| ЗХ      | Юрій Смотрич        |     |
| НП      | Георгій Кондратьєв  |     |
| ПЗ      | Олександр Никифоров |     |
| НП      | Олександр Гущин     | 83' |
| ПЗ      | Ігор Юрченко        |     |
| ПЗ      | Сергій Зірченко     |     |
| НП      | Іван Гецко          |     |
| Заміна: |                     |     |
|         | Анатолій Машнягуца  | 83' |

| 5 вересня 1989 |

| «Шахтар»         | 2 – 1 | «Памір»     |
| ---------------- | ----- | ----------- |
| Кобозєв 42', 50' | Звіт  | Назаров 75' |

| «Шахтар» (Донецьк) Глядачів: 1 500 Арбітр: Звягінцев (Донецьк) |

|         |                   |     |
|         |                   |     |
| ВР      | Сергій Шиповський |     |
| ЗХ      | Євген Драгунов    |     |
| ЗХ      | Юрій Гуляєв       |     |
| ЗХ      | Валерій Гошкодеря |     |
| ЗХ      | Василь Євсєєв     |     |
| ПЗ      | Олег Сердюк       | 46' |
| ПЗ      | Сергій Ященко     |     |
| НП      | Олексій Кобозєв   |     |
| ПЗ      | Ігор Петров       | 27' |
| ПЗ      | Олег Смолянинов   |     |
| НП      | Олександр Усатий  |     |
| Заміни: |                   |     |
| НП      | Володимир Юрченко | 27' |
| ЗХ      | Олександр Сопко   | 46' |
| ПЗ      | Ігор Леонов       | 75' |

|    |                      |    |
|    |                      |    |
| ВР | Олександр Гертнер    |    |
| ЗХ | Сергій Арсланов      |    |
| ЗХ | Володимир Сисенко    |    |
| ЗХ | Шухрат Мамаджанов    |    |
| ЗХ | Алімжон Рафіков      |    |
| ПЗ | Олександр Єрмолаєв   |    |
| ПЗ | Аслан Зангієв        |    |
| НП | Георгій Тахохов      |    |
| ПЗ | Ораз Назаров         | ЖК |
| ПЗ | Арсен Аваков         |    |
| ПЗ | Анатолій Воловоденко |    |

## Півфінал
| 6 жовтня 1989 |

| «Дніпро»  | 1 – 0 | «Шахтар» |
| --------- | ----- | -------- |
| Лютий 83' | Звіт  |          |

| «Метеор» (Дніпропетровськ) Глядачів: 3 000 Арбітр: Грисьо (Львів) |

|         |                     |     |
|         |                     |     |
| ВР      | Сергій Краковський  |     |
| ПЗ      | Андрій Юдін         | 61' |
| ЗХ      | Володимир Геращенко |     |
| ЗХ      | Андрій Сидельников  |     |
| ПЗ      | Вадим Тищенко       | 46' |
| ПЗ      | Микола Кудрицький   |     |
| ПЗ      | Володимир Багмут    |     |
| ЗХ      | Петро Буц           | 70' |
| НП      | Едуард Сон          |     |
| НП      | Валентин Москвін    |     |
| ЗХ      | Євген Яровенко      |     |
| Заміни: |                     |     |
| ЗХ      | Олександр Сорокалет | 46' |
| ЗХ      | Юрій Куліш          | 61' |
| НП      | Володимир Лютий     | 70' |

|         |                   |     |
|         |                   |     |
| ВР      | Сергій Шиповський |     |
| ЗХ      | Євген Драгунов    |     |
| ЗХ      | Олександр Сопко   |     |
| ЗХ      | Валерій Гошкодеря |     |
| ЗХ      | Василь Євсєєв     |     |
| ПЗ      | Ігор Леонов       | 73' |
| ПЗ      | Сергій Ященко     | 46' |
| НП      | Олексій Кобозєв   |     |
| ПЗ      | Ігор Петров       | 61' |
| ПЗ      | Олег Сердюк       |     |
| НП      | Сергій Щербаков   |     |
| Заміни: |                   |     |
| ПЗ      | Олег Смолянинов   | 46' |
| НП      | Володимир Юрченко | 61' |
| ПЗ      | Юрій Гуляєв       | 73' |

| 6 жовтня 1989 |

| «Динамо» Мн                   | 2 – 1 | «Динамо» М   |
| ----------------------------- | ----- | ------------ |
| Антонович 14' Метлицький 103' | Звіт  | Каратаєв 24' |

| «Динамо» (Мінськ) Глядачів: 1 200 Арбітр: С. Слива (Каунас) |

|         |                      |     |
|         |                      |     |
| ВР      | Андрій Сацункевич    |     |
| ЗХ      | Геннадій Лесун       |     |
| ПЗ      | Сергій Домашевич     |     |
| ПЗ      | Сергій Широкий       |     |
| ЗХ      | Володимир Демидов    |     |
| ЗХ      | Алі Алчігаров        | 37' |
| ПЗ      | Юрій Антонович       |     |
| НП      | Ігор Гуринович       | 58' |
| ПЗ      | Сергій Герасимець    | 91' |
| ПЗ      | Олександр Метлицький |     |
| НП      | Михайло Мархель      | ЖК  |
| Заміни: |                      |     |
| ЗХ      | Ерік Яхимович        | 37' |
| ЗХ      | Сергій Павлючук      | 58' |
| ПЗ      | Сергій Гоцманов      | 91' |

|         |                      |      |
|         |                      |      |
| ВР      | Олександр Уваров     |      |
| ЗХ      | Віктор Лосєв         |      |
| ПЗ      | Олександр Костін     |      |
| ЗХ      | Андрій Мох           |      |
| ЗХ      | Сергій Силкін        |      |
| ЗХ      | Андрій Новгородов    |      |
| ПЗ      | Олександр Смирнов    | 118' |
| ПЗ      | Сергій Деркач        |      |
| НП      | Сергій Нейман        |      |
| ПЗ      | Василь Каратаєв      | 108' |
| ПЗ      | Олексій Єременко     |      |
| Заміни: |                      |      |
| ПЗ      | Володимир Долбоносов | 108' |
| ПЗ      | Віталій Бут          | 118' |

## Фінал
| 5 листопада 1989 |

| «Дніпро»               | 2 – 1 | «Динамо» Мн  |
| ---------------------- | ----- | ------------ |
| Кудрицький 85' Сон 87' | Звіт  | Разсихін 67' |

| «Метеор» (Дніпропетровськ) Глядачів: 6 000 Арбітр: Майоров (Москва) |

|         |                     |     |
|         |                     |     |
| ВР      | Сергій Краковський  |     |
| ПЗ      | Андрій Юдін         |     |
| ЗХ      | Володимир Геращенко |     |
| ЗХ      | Андрій Сидельников  |     |
| ЗХ      | Юрій Куліш          |     |
| ПЗ      | Микола Кудрицький   | ЖК  |
| ПЗ      | Володимир Багмут    |     |
| ЗХ      | Олексій Чередник    | 28' |
| НП      | Едуард Сон          |     |
| НП      | Валентин Москвін    | 69' |
| НП      | Євген Шахов         | 46' |
| Заміни: |                     |     |
| ЗХ      | Петро Буц           | 28' |
| НП      | Володимир Лютий     | 46' |
| ЗХ      | Олександр Червоний  | 72' |

|         |                    |     |
|         |                    |     |
| ВР      | Андрій Сацункевич  |     |
| ЗХ      | Павло Родньонок    |     |
| ЗХ      | Олександр Лухович  | ЖК  |
| ПЗ      | Сергій Широкий     | 55' |
| ЗХ      | Сергій Павлючук    |     |
| ЗХ      | Андрій Зигмантович |     |
| ПЗ      | Сергій Разсихін    |     |
| ПЗ      | Віктор Сокол       | 63' |
| ПЗ      | Сергій Герасимець  |     |
| НП      | Ігор Гуринович     | 55' |
| НП      | Михайло Мархель    |     |
| Заміни: |                    |     |
| ЗХ      | Ерік Яхимович      | 55' |
| ЗХ      | Олександр Тайков   | 55' |
| ПЗ      | Сергій Домашевич   | 63' |

## Ігри, голи
| «Дніпро» (Дніпропетровськ) |
| Воротарі: Валерій Городов (3, 2п), Сергій Краковський (5, 2п), Павло Павлов (1, 1п). Захисники: Олександр Червоний (7), Володимир Геращенко (6, 1), Андрій Сидельников (6), Петро Буц (6), Сергій Пучков (5), Іван Вишневський (4), Олександр Сорокалет (4), Олексій Чередник (3), Геннадій Кобзар (2), Юрій Куліш (2), Півзахисники: Євген Яровенко (4), Володимир Багмут (7, 2), Микола Кудрицький (5, 1), Антон Шох (4, 1), Андрій Юдін (4), Вадим Тищенко (3), Сергій Художилов (3), Роман Мелешко (1), Андрій Полунін (1), Євген Похлебаєв (1), Віктор Рафальчук (1), Сергій Соловйов (1), Денис Філімонов (1). Нападники: Володимир Лютий (6, 1), Марат Кабаєв (2), Едуард Сон (7, 3), Валентин Москвін (6), Євген Шахов (4, 1), Ігор Шквирін (4, 2), Євген Дмитрієв (1), Юрій Кривченко (1). Тренер: Євген Кучеревський.                       |
| «Шахтар» (Донецьк) |
| Воротарі: Сергій Шиповський (4, 2п), Михайло Михайлов (3, 1п), Дмитро Шутков (1, 1п). Захисники: Євген Драгунов (7), Василь Євсєєв (7), Валерій Гошкодеря (6), Олександр Сопко (6), Олег Сердюк (5), Василь Мазур (2), Олександр Ролевич (2), Володимир Бєдний (1), Олег Вєтров (1), Олександр Мартюк (1). Півзахисники: Ігор Леонов (7, 1), Ігор Петров (7, 1), Сергій Ященко (7, 2), Юрій Гуляєв (6, 2), Олег Смолянинов (4), Сергій Підпалий (3, 2), Спартак Жигулін (1), Вадим Красников (1), Сергій Мазур (1). Нападники: Сергій Щербаков (4), Володимир Юрченко (3), Олексій Кобозєв (7, 4), Сергій Свистун (5, 3), Віктор Грачов (4), Сергій Ателькін (1), Олександр Усатий (1). Тренери: Анатолій Коньков (до червня), Валерій Яремченко (з червня).                                                                                          |
| «Чорноморець» (Одеса) |
| Воротарі: Іван Жекю (4, 5п), Віктор Гришко (2). Захисники: Юрій Смотрич (5), Василь Іщак (4),Сергій Процюк (4), Олександр Спіцин (4), Сергій Кузнецов (3), Андрій Телесненко (2), Сергій Третяк (2), Юрій Букель (1). Півзахисники: Олег Імреков (5), Олександр Никифоров (5, 1), Геннадій Перепаденко (5), Володимир Єрьомін (3), Ігор Наконечний (3), Сергій Зірченко (2), Юрій Шелепницький (2), Ігор Юрченко (1). Нападники: Георгій Кондратьєв (5, 1), Олександр Гущин (4), Олександр Щербаков (4, 1), Юрій Секінаєв (3, 2), Сергій Гусєв (2, 1), Іван Гецко (1), Анатолій Машнягуца (1). Тренер: Віктор Прокопенко. |
| «Металіст» (Харків) |
| Воротарі: Ігор Кутепов (4, 3п), Валентин Сімакович (1), Ігор Хотян (1, 6п). Захисники: Борис Деркач (4), Руслан Колоколов (4), Ярослав Ланцфер (4), Віктор Яловський (4), Іван Панчишин (3), Віктор Сусло (3), Владислав Корольов (2), Микола Романчук (2), Олег Касторний (1), Сергій Науменко (1), Віталій Скиш (1), Андрій Панков (1). Півзахисники: Олег Деревинський (3), Андрій Хомин (1), Олександр Меншиков (4), Олег Назаренко (4), Олександр Баранов (3), Олександр Іванов (3, 1), Ігор Якубовський (2), Євген Назаров (1), Дмитро Чупрін (3, 1). Нападники: Гурам Аджоєв (2), Олександр Призетко (2), Олександр Єсипов (5), Андрій Квасов (4), Юрій Тарасов (2), Олег Бондар (1), Сергій Кандауров (1), Сергій Корощенко (1), Валерій Павловський (1), Геннадій Черненок (1), Андрій Субота (1). Тренер: Леонід Ткаченко.                  |
| «Динамо» (Київ) |
| Воротарі: Олександр Жидков (5), Віктор Чанов (1). Захисники: Володимир Горілий (4), Володимир Безсонов (3), Альберт Саркісян (3), Владислав Тернавський (2), Олег Лужний (1), Андрій Баль (1), Сергій Беженар (1), Анатолій Дем'яненко (1), Сергій Заєць (1), Олег Кузнецов (1), Сергій Сурело (1), Ігор Таран (1), Сергій Шматоваленко (1). Півзахисники: Віктор Онопко (2), Михайло Стельмах (5, 1), Віктор Мороз (4), Ігор Корнієць (3), Сергій Погодін (3), Павло Яковенко (3), Валерій Високос (2), Володимир Лобас (2), Андрій Нікітін (2), Віктор Бєлкін (1), Олександр Ігнатьєв (1), Андрій Канчельскіс (1), Геннадій Литовченко (1), В'ячеслав Остроушко (1), Василь Рац (1), Іван Яремчук (1). Нападники: Олексій Михайличенко (1), Юрій Никифоров (1), Ігор Ніченко (1), Олег Протасов (1), Сергій Юран (1). Тренер: Валерій Лобановський. |